# Пески (станция)
Пески́ — железнодорожная станция Рязанского направления Московской железной дороги в одноимённом посёлке Коломенского городского округа Московской области.
Станция была открыта в 1862 году в числе 6-ти станций первой очереди — открыто регулярное движение на Коломну.
На станции останавливаются электропоезда, следующие на Голутвин, Рязань I, Москву (Казанский вокзал).
Поезда дальнего следования не делают остановку для обслуживания пассажиров, но могут делать минутную техническую остановку.